# Audrey Mestre-Ferreras
Audrey Mestre-Ferreras (* 11. August 1974 in Saint-Denis, Frankreich; † 12. Oktober 2002 in La Romana, Dominikanische Republik) war eine französische Apnoetaucherin und mehrfache Weltrekordhalterin.

## Leben
Mestre lernte früh Schwimmen (mit zwei Jahren) und Tauchen (mit 13 Jahren). Nach dem Umzug ihrer Familie verbrachte sie ihre Jugend in Mexiko-Stadt. Sie studierte Meeresbiologie an der Universität von La Paz. Ihre Diplomarbeit verfasste sie über die druckbedingten Veränderungen des Lungengewebes bei Apnoetauchern.
1996 lernte sie den exilkubanischen Apnoetaucher Francisco Ferreras, genannt Pipin, kennen, mit dem sie später gemeinsam nach Miami zog und ihn 1999 heiratete. Sie begann sich unter seiner Ägide ernsthaft auch praktisch mit dem Apnoetauchen zu befassen.
2000 stellte sie in ihrer Disziplin No Limit (NLT) mit 125 m einen neuen Tiefenweltrekord für Frauen auf, den sie 2001 mit 130 m selbst überbot.
Anfang Oktober 2002 begann sie vor der Küste der Dominikanischen Republik mit den Vorbereitungen für einen neuen Rekordversuch. Bereits dabei erreichte sie mit 166 m eine noch nicht dagewesene Tiefe. Bei ihrem eigentlichen Rekordversuch erreichte sie am 12. Oktober 2002 die Tiefe von 171 m. Doch beim Aufstieg gab es Probleme mit dem Ballon, der sich mit Luft füllen sollte, um den schnellen Aufstieg zu ermöglichen. Die Druckluftflasche, welche normalerweise den Ballon füllt, war jedoch nicht mit Luft gefüllt und konnte so den Ballon nicht füllen. Infolgedessen befand sie sich nach der üblichen Tauchzeit von etwa vier Minuten noch in einer Tiefe von rund 120 m. Nach über acht Minuten wurde Mestre bewusstlos an die Oberfläche gebracht. Im Krankenhaus konnten die Ärzte sie nur noch für tot erklären. Sie wurde eingeäschert und die Asche im Meer verstreut.
Francisco Pipín Ferreras veröffentlichte 2004 ein Buch mit dem Titel Tiefenrausch, in dem er nicht nur die Lebensgeschichte seiner Frau, sondern auch ihre Leidenschaft zum Apnoetauchen beschreibt.
2006 erschien Carlos Serras Buch The Last Attempt: The True Story of Freediving Champion Audrey Mestre And The Mystery of Her Death. Serra, der dem Team des letzten Tauchgangs angehörte und ein ehemaliger Partner Mestres war, liefert eine andere Version der Ereignisse und behauptet, dass Francisco und Audrey kurz vor der Scheidung gestanden hätten. Francisco sei eifersüchtig auf seine Frau und ihre großen Erfolge gewesen. Serra erhebt im Zusammenhang mit dem Unfall schwere Vorwürfe gegen Francisco: Dieser habe die Ausrüstung von Mestre manipuliert, um den Rekordversuch scheitern zu lassen.